# Adina Giurgiu
Adina Sabina Giurgiu (n. 17 august 1994, Sântana, România) este o jucătoare română de fotbal pe postul de mijlocaș.
A jucat pentru Olimpia Cluj, Sassuolo ⁠(Italia) și FC Nordsjælland⁠ (Danemarca).

## Titluri
Olimpia Cluj
Câștigătoare
- Liga I (7): 2012, 2013, 2014, 2015, 2016, 2017, 2018
- Cupa României (5): 2012, 2013, 2014, 2015, 2017